# Partula clara
Partula clara é uma espécie de gastrópode da família Partulidae.
É endémica de Polinésia Francesa. Está em perigo crítico na natureza como resultado da introdução da espécie predadora Euglandina rosea.